# Ofensiva de Mocímboa da Praia
A ofensiva de Mocímboa da Praia ou Batalha de Mocímboa da Praia foi uma ofensiva militar no norte de Moçambique pelo Estado Islâmico na África Central (EI-PAC) para capturar a cidade moçambicana. A ofensiva, parte da insurgência em Cabo Delgado, resultou em um grande sucesso para o Estado Islâmico, pois capturou Mocímboa da Praia e também a instalação de gás na cidade.

## Prelúdio
A 23 de março de 2020, a cidade de Mocímboa da Praia, povoada por 20.000 a 30.000 habitantes antes do início do conflito, sofreu um primeiro ataque do Estado Islâmico. Um grupo de cerca de quarenta jihadistas saqueou estabelecimentos comerciais e destruiu bancos e edifícios estatais e, em seguida, se retirou depois de distribuir dinheiro e comida aos residentes para se conciliar com as populações locais. Quatro outras incursões aconteceram antes de 3 de agosto. Em julho, instalações portuárias são danificadas.

## Forças envolvidas
Para se defenderem de uma nova incursão, as forças governamentais deslocam para Mocímboa da Praia tropas das Forças Armadas de Moçambique e dispositivos da empresa militar privada sul-africana Dyck Advisory Group (DAG), chefiada pelo coronel zimbabuense Lionel Dyck, ex-oficial do exército da Rodésia do Sul que participou na década de 1980 na luta contra a RENAMO durante a Guerra Civil Moçambicana. No entanto, de acordo com o Le Monde, o DAG dispunha de um velho helicóptero Bell UH-1 Iroquois, de um Alouette Canon, "dispositivos de observação civil montados com metralhadoras" e cerca de vinte homens baseados em Pemba.
Por sua vez, os jihadistas teriam engajado mais de mil homens na ofensiva.

## Ofensiva
As ações ofensivas começaram a 5 de agosto de 2020 quando insurgentes do Estado Islâmico atacaram as aldeias de Anga, 1 de Maio, Awasse e arredores de Mocímboa da Praia na mesma noite.  No dia 6 de agosto, o Estado Islâmico atacou duas bases militares em Mocímboa da Praia, matando ou ferindo cinquenta soldados e apreendendo dezenas de fuzis e RPG-7s. O governo também repetiu uma tentativa de investida à cidade, matando dezessis insurgentes. Em 8 de agosto, o governo retirou-se de Ntotue, uma cidade estratégica entre Mocímboa da Praia e Awasse.  No dia 9 de agosto, o Estado Islâmico tomou Awasse e passou a controlar a periferia de Mocímboa da Praia. Uma emboscada bem realizada ocorreu no domingo, pouco antes de Awasse, matando 55 recrutas e ferindo mais 90.  No dia 10 a cidade de Mocímboa da Praia estava totalmente sem alimentos e munições. A organização sul-africana Dyck Advisory Group tentou abastecimento aéreo de munição sobre a cidade sitiada, mas lançou-a muito longe dos militares moçambicanos. Como resultado, os moçambicanos sofreram baixas tentando recuperar os suprimentos.  Na terça-feira, 11 de agosto, o exército moçambicano, em menor número e com pouca munição, foi forçado a recuar de barco da cidade. No retiro, uma embarcação interceptora DV15 foi atingida com um RPG e afundou. 55 soldados foram mortos em batalhas durante o cerco à cidade.  Os insurgentes perderam um total de 70 homens durante a batalha pela cidade. 

## Resultado
Após a ofensiva, o Estado Islâmico na África Central declarou Mocímboa da Praia sua capital.  Apesar das tentativas das forças de segurança moçambicanas de retomar a cidade, esta permaneceu sob controle rebelde até março de 2021. 